# Francis Maggiulli
Francis Maggiulli, né le 8 septembre 1970, est un auteur-compositeur-interprète français. Il a fait ses débuts dans la chanson française au début des années 1990 en compagnie de Calogero "Charly" Maurici et Gioacchino "Jacky" Maurici dans le groupe Les Charts.
Après la séparation du groupe à la fin des années 1990, il écrit et compose pour d'autres artistes. Il reste néanmoins fidèle à ses amis des Charts avec qui il cosignera plusieurs chansons sous le nom Calogero Bros. Certaines seront chantées par Natasha St-Pier, Julie Zenatti ou Patrick Fiori. Il signera ensuite, seul, le premier succès de Nolwenn Leroy (Cassé) et des chansons pour Dani (Tout dépend du contexte), Lauren Faure (Regarde-moi), etc. Il réalise également le dernier album d’Ishtar : Truly.
En 1999, il travaille avec Henri Salvador pour lequel il compose 6 titres. Ces titres inédits, restés à l’état de maquettes sont réarrangés par Benjamin Biolay pour un album posthume de l’artiste sorti en juin 2012 (Tant de temps).
Mais Francis Maggiulli travaille également pour lui et a sorti trois albums solo, À bras le corps, Central Park et Aeone.